# تاکو کاواکاتسو
تاکو کاواکاتسو (ژاپنی: 河角 多恵子) بازیکن فوتبال اهل ژاپن و عضو تیم ملی فوتبال ژاپن است که در تاریخ ۳ ژوئن ۱۹۸۸ میلادی اولین بازی ملی‌اش را انجام داد. او در ۲ بازی ملی حضور داشت و آخرین بازی ملی خود را در تاریخ ۵ ژوئن ۱۹۸۸ میلادی انجام داد. تاکو کاواکاتسو در بازی‌های ملی‌اش
گلی به ثمر نرساند.